# Pamuk
Pamuk je vas na Madžarskem, ki upravno spada v podregijo Lengyeltóti Šomodske županije.